# دلفین پخ‌باله استرالیایی
دلفین پخ‌باله استرالیایی نوعی دلفین است که در مناطق شمالی استرالیا یافت می‌شود. این گونه بسیار همانند دلفین نهنگی پوزه‌کوتاه است و تا سال ۲۰۰۵ گونه‌ای جدا به شمار نمی‌آمد. دلفین پخ‌باله استرالیایی سه رنگ بر بدن خود دارد، اما دلفین نهنگی پوزه‌کوتاه تنها دو رنگ. جمجمه و باله‌ها نیز تفاوت‌های کوچکی میان این دو گونه را آشکار می‌کندد. واژه heinsohni در نام دوجمله‌ای این جانور برگرفته از نام جرج هاینسون، زیست‌شناس استرالیایی که با دانشگاه جیمز کوک همکاری می‌کرد، است.

## توصیف ظاهری

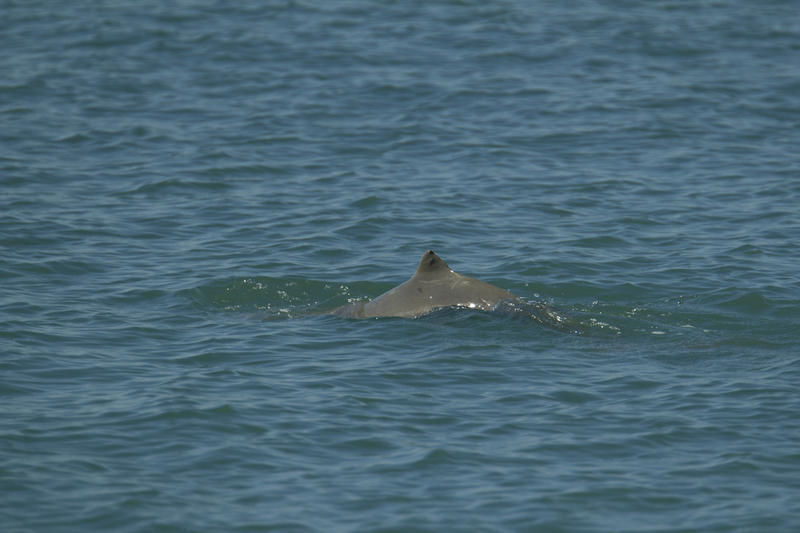
دلفین پخ‌باله استرالیایی در حال نفس‌گیری.

بخش بالایی بدن دلفین پخ‌باله استرالیایی به رنگ قهوه‌ای است. پهلوها به رنگ قهوه‌ای روشن‌ترند و شکم به رنگ سفید. این در حالی است که بدن دلفین نهنگی پوزه‌کوتاه یکدست خاکستری با شکمی سفید رنگ است. بر خلاف دیگر دلفین‌های استرالیا، این دلفین سری گردشکل دارد با باله‌ای "پخ" و صاف که شناسایی آن از دیگر گونه دلفین‌های با گستره همانند آن را آسان می‌کند. گردن چین‌دار آن نیز بر متمایز کردن آسان آن از دلفین نهنگی پوزه‌کوتاه کمک می‌کند.

## گستره
در شمال ایالت کوئینزلند استرالیا نزدیک ۲۰۰ عدد از این دلفین دیده شده اند. گمان بر این است که گستره این دلفین‌ها تا پاپوآ گینه‌نو برسد، با این حال بیشترین جمعیت آن‌ها در آب‌های استرالیا زندگی می‌کنند. آن‌ها جانداران «معمول» به شمار نمی‌روند و توجه محافظتی ویژه‌ای به آن‌ها می‌شود. بررسی‌ها تخمین می‌زنند که کمتر از ۱۰٬۰۰۰ عدد از این دلفین در طبیعت باقی مانده‌اند که این باعث در معرض تهدید نامیده شدن ان گونه شده است.